# Centro Cultural de Pezinok

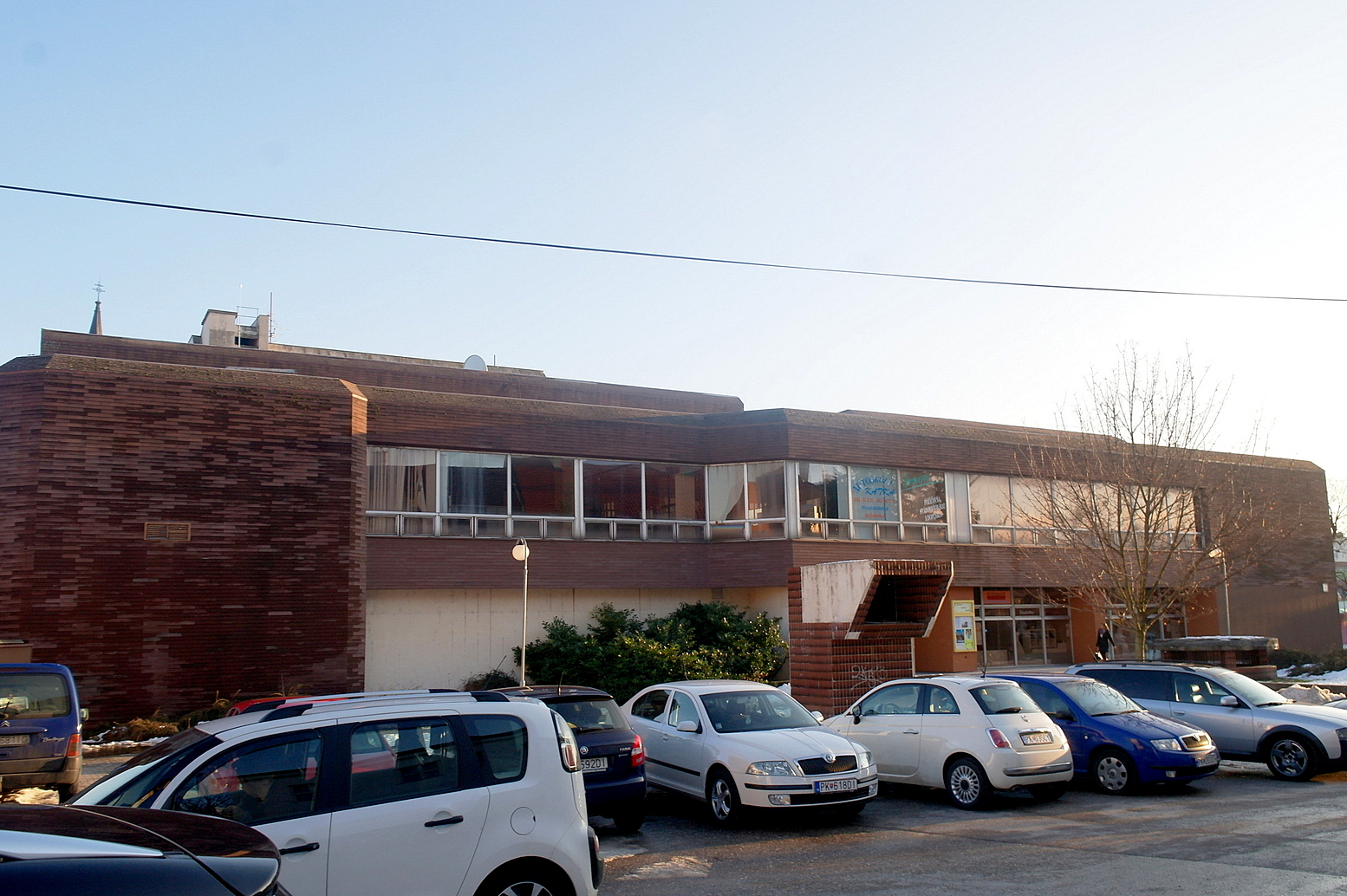
Vista del edificio desde calle Farská

El Centro Cultural de Pezinok (en eslovaco: Pezinské kultúrne centrum) o la Casa de Cultura de Pezinok (en eslovaco: Dom kultúry v Pezinku o Dom kultúry Pezinok) es una casa de la cultura en Pezinok, Eslovaquia, situada en la calle Holubyho número 42.
El 16 de febrero de 1990, el cine de casa de la cultura fue inaugurado oficialmente por el festival FFP Zima 1990 con la película Obyčajný špás y sustituyó a la original, ya desaparecida Cine Zora, que finalizó su funcionamiento con la película Puzzle. La Sala Pequeño (en eslovaco: Malá sála), la Sala Grande (en eslovaco: Veľká sála) también llamada la Sala de Cine (en eslovaco: Kinosála) ubicadas en el interior, y en el primer piso la Sala Social (en eslovaco: Spoločenská sála) ubicada en el primer piso. El TV Pezinok, el restaurante y la pizzería Lalia y otras empresas ubicada en el edificio.

## Cine
La Sala Grande (en eslovaco: Veľká sála) o Sala de Cine (en eslovaco: Kinosála) se utiliza para la proyección de película, pero también para representaciones teatrales, conciertos y otro tipo de eventos culturales.
El cine tiene una capacidad de 425 butacas y desde 2012, tras la modernización, es posible proyectar películas en 3D y con sonido Dolby Surround 7.1.
Se proyecta 6 días a la semana, excepto los lunes, de nuevo a las 19.30 h, con espectáculos infantiles a las 17.00 h los fines de semana.